# إميلي إم. دانفورث
إميلي إم. دانفورث (بالإنجليزية: Emily M. Danforth)‏ (17 يناير 1980، مايلز سيتي في الولايات المتحدة)؛ روائية أمريكية.